# Acanthogorgia truncata
Acanthogorgia truncata är en korallart som beskrevs av Studer 1901. Acanthogorgia truncata ingår i släktet Acanthogorgia och familjen Acanthogorgiidae. Inga underarter finns listade i Catalogue of Life.